# 鹿毛雅治
鹿毛 雅治（かげ まさはる、1964年3月15日- ）は、日本の教育心理学者、慶應義塾大学教授。

## 略歴
横浜市生まれ。1986年横浜国立大学教育学部心理学専攻卒業。慶應義塾大学大学院社会学研究科教育学専攻博士課程単位取得退学、95年「内発的動機づけに及ぼす教育評価の効果」で教育学博士。1992年慶大教職課程センター助手、95年講師、97年助教授をへて、2005年教授。

## 著書
- 『内発的動機づけと教育評価』風間書房 1996
- 『学習意欲の理論 動機づけの教育心理学』金子書房 2013
- 『モチべーションの心理学 「やる気」と「意欲」のメカニズム』中公新書 2022

### 共編著
- 『学ぶこと・教えること 学校教育の心理学』奈須正裕共編著 金子書房 1997
- 『教育心理学の新しいかたち』 (心理学の新しいかたち) 編著 誠信書房 2005
- 『教育心理学』 (朝倉心理学講座）編 朝倉書店 2006
- 『小学校新学習指導要領ポイントと授業づくり 平成20年版 生活』清水一豊共編著 東洋館出版社 2009
- 『ともに学び自ら伸びゆく子どもが育つ授業デザイン』滋賀大学教育学部附属小学校共著 教育出版 2011
- 『「対話」で広がる子どもの学び 授業で論理力を育てる試み』内田伸子,河野順子, 熊本大学教育学部附属小学校共著 明治図書出版 2012
- 『モティベーションをまなぶ12の理論 ゼロからわかる「やる気の心理学」入門!』編 金剛出版 2012
- 『教育心理学 教育の科学的解明をめざして』安藤寿康共編 慶應義塾大学出版会 2013
- 『問いをつなぐ学び』静岡大学教育学部附属静岡小学校共著 明治図書出版 2015
- 『学びを創り続ける子どもを育む主体的・協働的・創造的な授業づくり 各教科・領域の20事例を一挙公開!』木原俊行, 大阪教育大学附属平野小学校共著 明治図書出版 2016
- 『「授業研究」を創る 教師が学びあう学校を実現するために』藤本和久共編著 教育出版 2017
- 『パフォーマンスがわかる12の理論 「クリエイティヴに生きるための心理学」入門!』編 金剛出版 2017

## 論文
- ＜鹿毛雅治